# Olceclostera brama
Olceclostera brama är en fjärilsart som beskrevs av William Schaus 1920. Olceclostera brama ingår i släktet Olceclostera och familjen silkesspinnare. Inga underarter finns listade i Catalogue of Life.